# Grabmal Johanna Hoesch

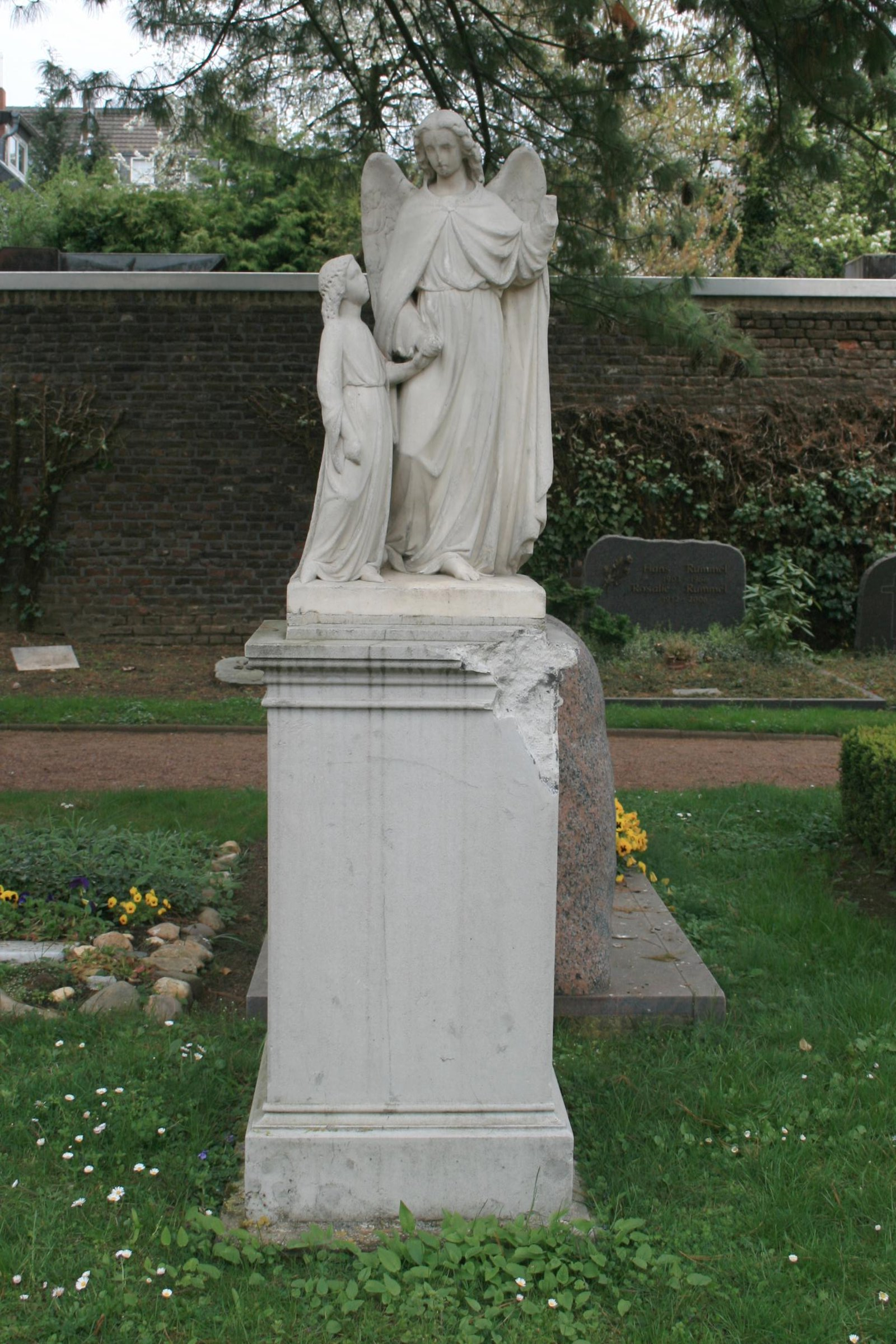

Das Grabmal von Johanna Hoesch befindet sich in Düren in Nordrhein-Westfalen. 
Die Grabstätte liegt auf dem evangelischen Friedhof in der Kölnstraße.
Das Grabmal der 1863 verstorbenen Johanna Hoesch wurde vom Bildhauer Edmund Renard (der Ältere) gestaltet. Die Figurengruppe mit einem etwa zehnjährigen Kind an der Hand eines Engels besteht aus Marmor. Die Gesamthöhe beträgt ca. 1 m.
Das Bauwerk ist unter Nr. 1/055a in die Denkmalliste der Stadt Düren eingetragen.